# Fonsadera
Se llama fonsadera a todo tributo o prestación que se hacía al rey para los gastos de la guerra.
El que mantenía armas y caballo estaba excusado de este tributo pero si él u otro de los obligados a servir en la guerra sin soldada, dejaba de presentarse en campaña o se retiraba de ella antes de tiempo, debía pagar, como sanción, la fonsadera que el rey estimase; ley 5, tit. 19, lib. I, Fuero Real. Algunos pueblos estaban exonerados de esta contribución en recompensa de sus servicios o en beneficio de su repoblación y aumento.
En el Fuero Viejo se encuentra la fonsadera entre las regalías que como propias del señorío natural del reino se declaran inseparables del poder de la corona: 
Estas cuatro cosas, dice, son naturales del señorío de rey, que non las debe dar á ningún home, nin las partir de sí, ca pertenescen a él por razón del señorío natural, Justicia, Moneda, Fonsadera é suos Yantares.
Parece indudable que la fonsadera era un tributo destinado en general para los gastos de la guerra, pues en la Crónica del rey don Alonso, cap. 12, se sienta que:
En aquel tiempo cada uno iba á servir tres meses por el que había, ca el rey no les daba nada de las fonsaderas.
También significaba fonsadera la obligación de acompañar al rey en las expediciones militares o fonsado.